# Batalhas de Marcha em Berlim
As Batalhas de Marcha de Berlim de 1919 (em alemão:  Berliner Märzkämpfe), também conhecidas como Semana Sangrenta  (em alemão:  Berliner Blutwoche), foram a fase final decisiva da Revolução Alemã de 1918-1919. Os acontecimentos foram o resultado de uma greve geral da classe trabalhadora de Berlim para impor a tão esperada socialização de indústrias-chave, bem como a salvaguarda legal dos conselhos de trabalhadores e soldados e, portanto, a democratização das forças armadas. A ação de greve foi recebida com violência dos Freikorps, resultando em combates de rua e combates de casa em casa ao redor da Alexanderplatz e da cidade de Lichtenberg.
Em 3 de Março, os trabalhadores da AEG Hennigsdorf redigiram uma resolução para uma greve geral, a fim de fazer cumprir os chamados "Pontos de Hamburgo" para a democratização dos militares, que tinham sido aprovados pelo Congresso do Reichsrat em Berlim, em Dezembro de 1918. A greve foi apoiada pelo Partido Comunista da Alemanha e pelo Partido Social-Democrata Independente da Alemanha. O governo alemão, sob a liderança do Partido Social Democrata de Maioria da Alemanha, respondeu com a imposição de um cerco a Berlim e Spandau pelos militares por ordem do Ministro da Defesa Gustav Noske. A Volksmarinedivision, que anteriormente havia assumido um papel neutro durante a Revolta Espartaquista, distribuiu armas aos grevistas e lutou contra as tropas do governo depois que um membro foi mortalmente ferido. A greve geral foi encerrada em 8 de março por ordem da liderança da greve liderada por Richard Müller. Houve algumas concessões feitas pelo governo de Weimar após negociações com os conselhos de trabalhadores. No entanto, os confrontos só terminaram no dia 16 de março, com o levantamento da ordem de tiro por Noske.
Os combates terminaram, segundo Noske, com mais de 1.200 mortos, 75 deles do lado do governo. As estimativas de Richard Müller sugerem até 2.000 mortes, com outras estimativas chegando a 3.000. Não houve contagem oficial realizada pelas autoridades governamentais. Grande parte deste derramamento de sangue pode ser atribuído a ordens do comandante dos Freikorps, Waldemar Pabst, que permitiram a execução sumária de todos os indivíduos apanhados com arma de fogo, o que resultou na morte de muitos civis e veteranos de guerra que não estavam envolvidos no ataque. Entre os mortos estava o líder do Partido Comunista Leo Jogiches, antigo parceiro pessoal da revolucionária assassinada Rosa Luxemburgo.   As Batalhas de Março representam um dos conflitos mais sangrentos, mas amplamente esquecidos, nas lutas revolucionárias na Alemanha após a Primeira Guerra Mundial.

## Prelúdio
A causa das Batalhas de Março estava enraizada nas exigências da classe trabalhadora alemã cada vez mais radicalizada. Entre as reivindicações populares estava a socialização de indústrias-chave, a introdução do sistema de conselhos e a democratização das forças armadas. Estas exigências surgiram pela primeira vez na Revolução de Novembro, que foi levada a cabo pela classe trabalhadora. Em 18 de dezembro de 1918, o Congresso do Reichsrat confirmou as exigências relativas aos militares nos Pontos de Hamburgo. As suas principais exigências eram que o Conselho dos Deputados do Povo detivesse o poder de comando sobre todas as unidades do exército e da marinha, todas as insígnias fossem abolidas e os conselhos de soldados elegessem os seus próprios líderes e fossem responsáveis pela disciplina.  As eleições de janeiro de 1919 viram o campo político de esquerda ficar aquém da maioria, e o Partido Social Democrata de Maioria formou um governo de coalizão moderado conhecido como Coalizão de Weimar, que abrangia a si mesmo, o liberal Partido Democrático Alemão e o conservador Partido do Centro Alemão. Este governo mostrou-se relutante em fazer cumprir os Pontos de Hamburgo e o alto comando militar trabalhou activamente contra a democratização e a reforma.
Os meses seguintes às eleições assistiram a uma grande agitação laboral em todo o país, com a Revolta Espartaquista e uma greve geral na Alta Silésia em Janeiro, uma greve geral no Ruhr em Fevereiro e ainda outra greve geral na Alemanha Central em torno de Halle, Merseburg, Leipzig e Erfurt de fevereiro ao início de março. Simultaneamente ocorreram tentativas de impor o governo do conselho a nível local em Bremen, Brunswick e Munique.  Também notável foi a presença do "Exército de Soldados Republicanos" em Berlim, composto pelos remanescentes da Volksmarinedivision, bem como por outros soldados de mentalidade revolucionária. O publicitário Sebastian Haffner descreveu este período como uma “guerra civil” na Alemanha: “Na realidade, só havia uma coisa em jogo: a existência dos conselhos de trabalhadores e soldados e, portanto, a legitimidade da revolução”. 

## Greve geral em Berlim
Os conselhos operários em Berlim tinham, desde meados de Fevereiro, procurado reorganizar o Congresso do Reichsrat, a fim de fazer cumprir as exigências da Revolução de Novembro. Os conselhos de soldados procuravam objetivos semelhantes, vendo o domínio dos Freikorps e dos antigos oficiais imperiais sobre os militares como uma ameaça à democratização e à reforma. O Conselho Central, controlado exclusivamente pelo MSPD e encarregado da reorganização de um novo Congresso do Reichsrat, hesitou em atender às exigências.
Na assembleia geral do Conselho dos Trabalhadores de Berlim, de 26 a 28 de fevereiro, uma resolução que apelava à instituição dos Pontos de Hamburgo e condenava a Assembleia Nacional de Weimar foi aprovada por uma ampla maioria que incluía membros alinhados com o MSPD. O resultado da resolução, bem como informações sobre o estado de espírito geral dos trabalhadores da fábrica, foram telegrafados ao governo de Weimar.  Embora apoiassem as exigências, o USPD e o KPD foram cautelosos quanto ao envolvimento em protestos de rua devido a experiências anteriores com os Freikorps. Em vez disso, eles acreditavam que os trabalhadores deveriam se concentrar na organização em seus locais de trabalho: "Não se deixem envolver em novos tiroteios! Noske está esperando apenas que isso provoque novo derramamento de sangue!" 
Em 28 de fevereiro, os delegados da AEG Hennigsdorf solicitaram a votação de uma resolução para uma greve geral. No entanto, a votação seria adiada para a próxima reunião, em 3 de março. Antes do final da reunião, foi realizada uma eleição para o Conselho Central em que os Social-democratas Independentes conquistaram 7 assentos, seguidos de 7 para os Social-democratas de Maioria, 2 para os Comunistas e 1 para os "Democratas" de não-esquerda. Isso deu aos independentes e aos comunistas a maioria.  Na reunião seguinte, em 3 de março, delegados de muitas grandes indústrias relataram que a greve já havia começado, o que levou quase todos os membros alinhados ao MSPD a apoiarem a resolução da greve geral, apesar da advertência do MSPD de Berlim contra uma greve em um artigo do Vorwärts. o dia anterior. A votação final foi decisivamente a favor da convocação de uma greve geral. Vários objetivos de ataque foram delineados: 
- Reconhecimento dos conselhos de trabalhadores e soldados
- Implementação completa dos Pontos Hamburgo
- Libertação de todos os presos políticos
- Levantamento do estado de sítio
- Prisão de todos os envolvidos em assassinatos políticos
- Organização da guarda operária
- Dissolução dos Freikorps
- Retomada das relações políticas e económicas com a República Soviética

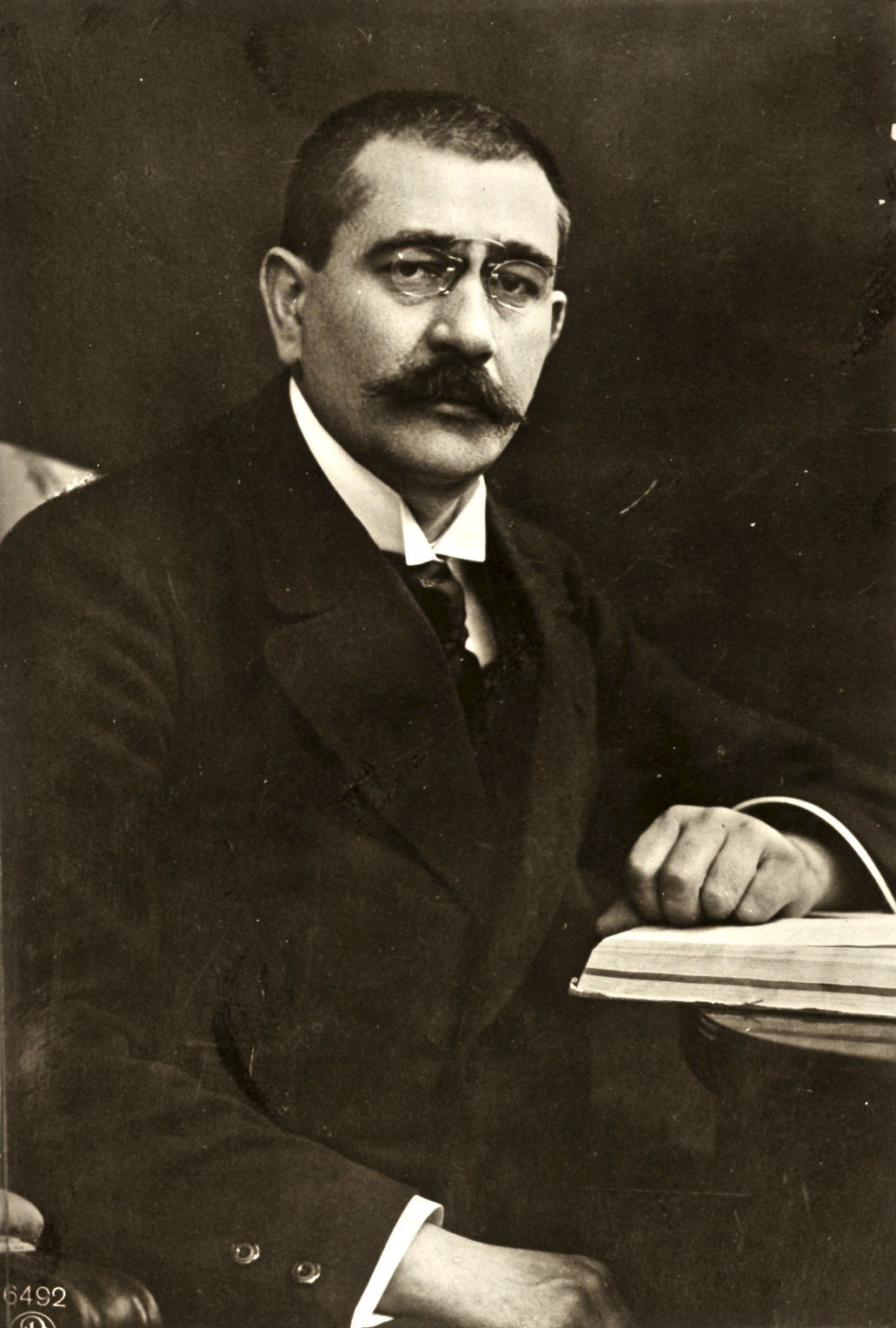
Gustav Noske, o Ministro da Defesa na época do ataque

No mesmo dia, o governo estadual prussiano declarou estado de sítio sobre Berlim. Gustav Noske, o Ministro da Defesa, recebeu posteriormente amplos poderes civis e militares. As manifestações públicas foram proibidas por seu decreto, juntamente com a distribuição de jornais. A força foi autorizada contra aqueles que infringem o decreto. De 3 a 4 de Março, ocorreram encontros violentos entre a polícia e os trabalhadores em greve. A indústria, o comércio e os transportes de Berlim deixaram de funcionar em grande parte em 4 de março. Foi relatado saque de lojas por grevistas, o que foi denunciado pelos revolucionários. No entanto, Noske usou estes incidentes como pretexto para enviar os Freikorps para Berlim. No mesmo dia, os comunistas retiraram-se do comité de greve em oposição à participação do MSPD. Em particular, houve um conflito sobre a impressão de jornais. Os impressores inicialmente não aderiram à greve, o que permitiu a publicação do jornal MSPD, Vorwärts. O Conselho dos Trabalhadores de Berlim concordou que nenhum jornal deveria ser publicado, mas os comunistas insistiram que apenas o jornal Die Rote Fahne do KPD e o jornal Die Freiheit do USPD deveriam ser publicados.  
No dia 6 de Março, o quarto dia de greve, os delegados do USPD propuseram que os trabalhadores da água, do gás e da electricidade se juntassem à greve no meio da situação cada vez mais violenta em Berlim. Os delegados do MSPD se opuseram à prorrogação, mas foram derrotados na votação. Isto levou à sua retirada do Conselho dos Trabalhadores de Berlim e do comité de greve, e o MSPD rapidamente apelou ao cancelamento da greve. O controlo do MSPD sobre a Comissão Sindical de Berlim revelou-se decisivo, uma vez que também eles apelaram ao fim da greve. Os impressores foram os primeiros a voltar ao trabalho.   As tentativas de negociar um fim condicional à greve nos termos elaborados em 7 de Março revelaram-se infrutíferas. Isto levou à demissão de Richard Müller do comité de greve, que foi seguida pelo cancelamento incondicional da greve geral de 8 de Março. 

## Implantação dos Freikorps

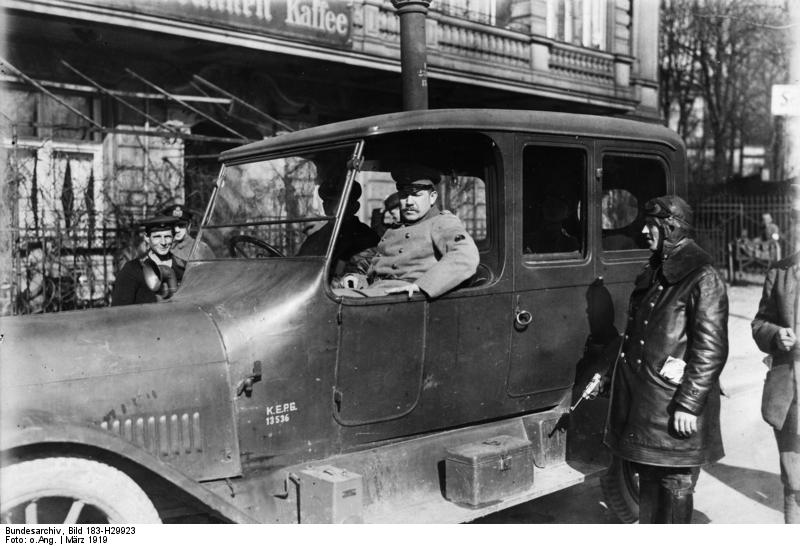
Wilhelm Reinhard, comandante dos Freikorps em Lichtenberg

A violência entre as forças governamentais e os trabalhadores em greve começou quase imediatamente após a aprovação da resolução de greve geral em 3 de Março. A editora de Die Rote Fahne foi invadida e destruída pelas forças governamentais naquele mesmo dia. À tarde e à noite, muitos trabalhadores se reuniram em Scheunenviertel e Alexanderplatz e começaram os confrontos com a polícia. Isto foi seguido pelo saque de lojas e pela invasão de delegacias de polícia em busca de armas. Estas ações foram denunciadas pela direção da greve como sendo encenadas por “provocadores”. Até o jornal MSPD, Vorwärts, sublinhou que tais ações não eram dos grevistas.  
Em 4 de março, as tropas governamentais invadiram a cidade. Do lado dos contra-revolucionários estavam cinco formações: o Freikorps Reinhard, o Freikorps Lützow, o Freikorps Hülsen, a Divisão de Rifles de Cavalaria da Guarda e a Divisão de Proteção Alemã. Walther von Lüttwitz estava no comando de todos os Freikorps em Berlim e arredores, enquanto Wilhelm Reinhard comandava os Freikorps Reinhard e Waldemar Pabst, conhecido como autor dos assassinatos de Rosa Luxemburgo e Karl Liebknecht, comandava a Divisão de Rifles de Cavalaria da Guarda. Em Spandau, soldados revolucionários que guardavam um depósito de armas foram alvejados e eventualmente desarmados. A notícia do incidente inflamou a ira dos grevistas. Uma unidade de Freikorps tentou passar por uma multidão e o comandante foi interceptado pelos grevistas. As forças Freikorps logo intervieram com carros blindados e tanques e dispararam contra a multidão, resultando em um massacre. Numa tentativa de acalmar a situação, Richard Müller desassociou publicamente o esforço de greve daqueles que se dedicavam à "criação de problemas". Os comunistas alertaram num panfleto contra o envolvimento no golpe. 
A situação tornou-se mais volátil em 5 de Março, depois de as forças de Freikorps terem atacado um destacamento da Volksmarinedivision que tinha tentado negociar a ocupação do quartel-general da polícia. Quando a delegação abandonou as negociações, um marinheiro, Rudolf Klöppel, foi morto a tiros nas costas. O incidente mudou a opinião dos marinheiros, que distribuíram armas aos grevistas e começaram a combater ativamente os Freikorps. Barricadas foram erguidas na Alexanderplatz e os combates mais brutais da greve começaram. Os Freikorps atacaram com aviões, tanques, carros blindados, artilharia, morteiros e metralhadoras. Os comunistas denunciaram a divisão Volksmarined no contexto da sua anterior neutralidade durante a Revolta Espartaquista. 
Os combates continuaram nos dias seguintes nas áreas norte e leste da Alexanderplatz. Os insurgentes eram principalmente do Exército de Soldados Republicanos, incluindo os remanescentes da Volksmarinedivision, que foram auxiliados por civis armados e membros da "Confederação do Exército Vermelho", alinhada ao KPD. A condução dos combates, especialmente o uso indiscriminado de artilharia pelos Freikorps em áreas residenciais densamente povoadas, contribuiu grandemente para o grande número de mortos. 

### O "assassinato policial de Lichtenberg" e outras farsas
Em 8 de março, os Correios de Lichtenberg, ocupados pelos Freikorps, foram conquistados pelos insurgentes. Os insurgentes invadiram então a sede da polícia, que também foi tomada após intensos combates. 20 policiais foram feitos prisioneiros, mas libertados naquela noite, enquanto os demais, incluindo o chefe de polícia, conseguiram escapar. Os oficiais fugitivos forneceram relatórios imprecisos sobre supostas atrocidades às tropas governamentais e aos meios de comunicação social, alegando que os insurgentes ordenaram a execução de todos os oficiais. A história se espalhou rapidamente pelos jornais burgueses e, eventualmente, também pelos Vorwärts. Reportagens da imprensa forneceram números de 60 a 200 policiais mortos. Na realidade, apenas 2 oficiais foram mortos durante os combates.   Outras farsas relatadas pela mídia incluíam a de aviadores de "mentalidade espartaquista" lançando bombas sobre civis, bem como supostas "pilhas espartaquistas" de corpos civis. 

Só no dia 13 de março é que a imprensa começou a corrigir as histórias.
"Todas essas mensagens foram perdidas. Somente em 13 de março o BZ informou que os policiais haviam sido realmente libertados. No mesmo dia, 'Vossische' e 'Vorwärts', com base nas declarações do prefeito Ziethen, declararam 'que todos as notícias sobre os fuzilamentos em massa de guardas e detetives na conquista do quartel-general da polícia de Lichtenberg revelaram-se falsas". Finalmente, após a edição da BZ de 14 de março e o obituário dos caídos, descobriu-se que apenas dois policiais estavam mortos. Um deles caiu em batalha e nada pôde ser apurado sobre a morte do outro." 

### As ações dos militares

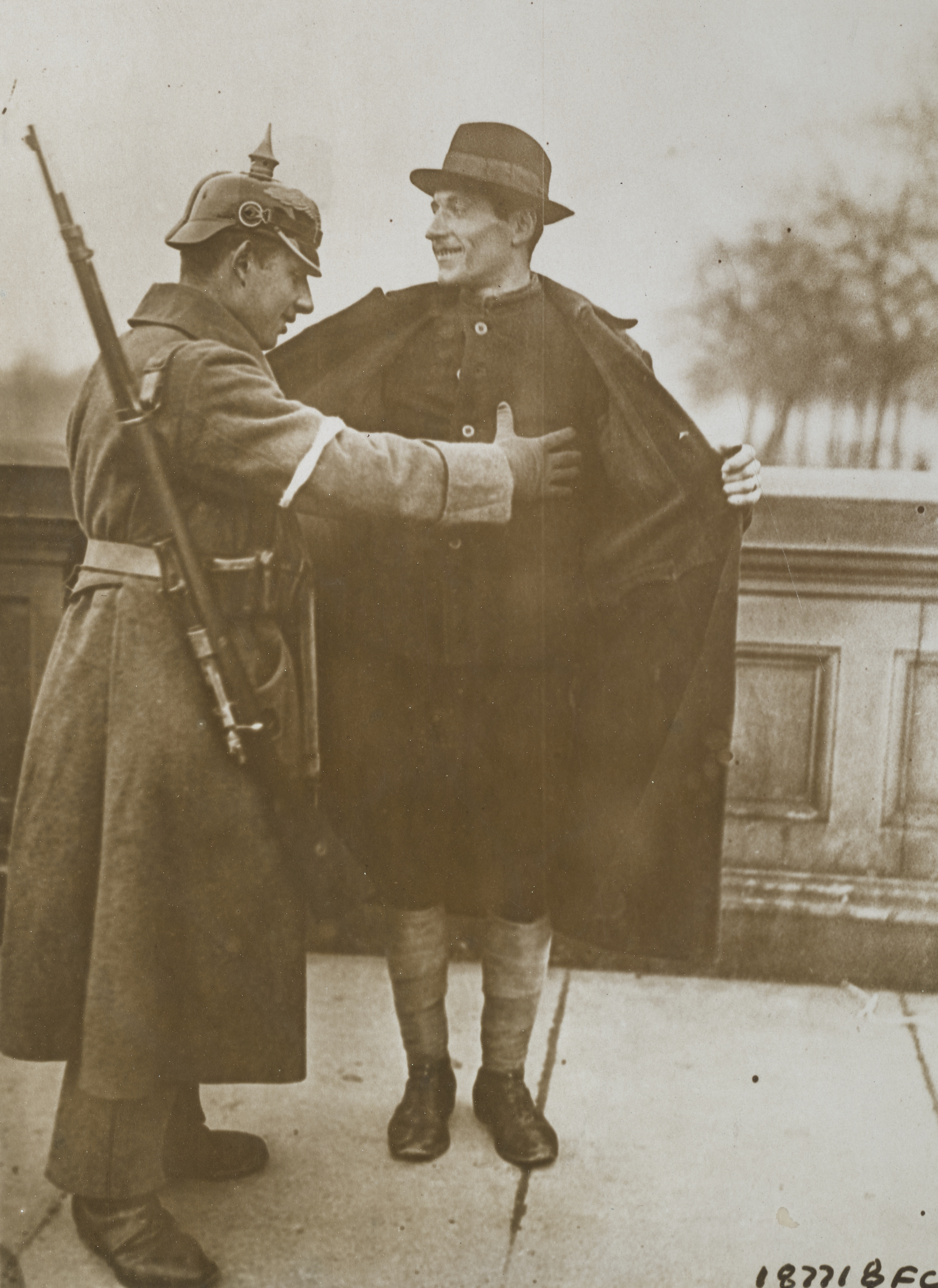
Suposto espartaquista sendo revistado por um soldado

Em 9 de março, usando como justificativa as atrocidades relatadas incorretamente, Gustav Noske decretou:
“A brutalidade e a bestialidade dos espartaquistas que lutam contra nós obrigam-me a dar a seguinte ordem: qualquer pessoa que for apanhada com armas nas mãos na luta contra o governo será fuzilada na hora.”
Os militares levaram a ordem ainda mais longe, ordenando o fuzilamento de qualquer pessoa flagrada com armas em suas casas. As buscas por armas de fogo começaram aleatoriamente, resultando em inúmeras execuções sumárias, inclusive contra pessoas não envolvidas no ataque. Os Freikorps atacaram indiscriminadamente edifícios residenciais sob a alegação de que haviam sido alvejados, deixando áreas inteiras em completa ruína devido à artilharia e bombas aéreas. Os residentes fugiram para as suas caves, mas apoiaram os insurgentes fornecendo comida e bebida. Em 11 de março, 29 marinheiros da divisão Volksmarined foram assassinados com metralhadoras quando iam se render e receber o pagamento de dispensa. Os marinheiros foram escolhidos entre várias centenas de prisioneiros porque "pareciam inteligentes". O coronel Reinhard ordenou o tiroteio supostamente porque as prisões estavam superlotadas.  
O prefeito conservador de Lichtenberg, Oskar Ziethen, buscou uma trégua entre Noske e os insurgentes para evitar mais derramamento de sangue. Estes avanços foram rejeitados, pois Noske insistiu na "rendição incondicional ou nada".  A última barricada caiu em 12 de março. Em 13 de março, os combates haviam terminado quase completamente, embora a ordem de tiro só fosse suspensa em 16 de março.
As estimativas do número de mortos variam entre 1.200 e 3.000, com pequenas perdas para as forças governamentais. Entre os mortos estava o líder do KPD, Leo Jogiches, em 10 de março, que foi baleado enquanto supostamente tentava escapar da polícia. Paralelamente às mortes ocorreram milhares de detenções, com cerca de 4.500 prisioneiros amontoados nas prisões de Moabit e Plötzensee. As condições eram desumanas e os prisioneiros eram frequentemente maltratados ou tinham os seus ferimentos negligenciados, levando a mais mortes.  

## Resultados
Os militares, dominados por antigos oficiais imperiais, planeavam há muito tempo enfraquecer a população e os soldados revolucionários. As Batalhas de Março veriam a dissolução da Volksmarinedivision e o enfraquecimento das milícias republicanas. Em 6 de março, os Freikorps foram legalmente integrados no Reichswehr provisório, um movimento que seria importante mais tarde no Putsch de Kapp-Lüttwitz. 
A Câmara Municipal de Lichtenberg criou uma comissão para determinar o custo dos danos, que apresentou a sua análise em abril de 1919. Eles estimaram uma perda de 1,5 milhões de Reichsmarks no setor público e de 450.000 Reichsmarks no setor privado. 
A colaboração do MSPD com os Freikorps não passou despercebida, tendo os acontecimentos contribuído para a sua perda de influência tanto a nível local como nacional. Lichtenberg tornar-se-ia um reduto do USPD e do KPD, e as relações entre os comunistas e os social-democratas ficaram permanentemente em frangalhos. As eleições de junho de 1920 veriam um colapso nos votos para o MSPD, com o USPD emergindo em segundo lugar. 

O historiador Ralf Hoffrogge vê a greve geral e as Batalhas de Março como um ponto de viragem na história da Revolução de Novembro e enfatiza o seu significado supra-regional:
"Ao contrário da Revolta de Janeiro, as greves de Março foram um movimento supra-regional e, portanto, muito mais perigoso para o governo. Na região do Ruhr, na Alemanha central e em Berlim, as greves de massa apelaram ao reconhecimento dos conselhos de trabalhadores e à socialização imediata de indústrias-chave. . A Assembleia Nacional em Weimar estava virtualmente cercada pela greve geral e incapaz de agir. [...] Mas as greves não foram coordenadas temporal e espacialmente. Embora ganhassem impulso numa região, já estavam a desmoronar noutras. forçaram o governo a fazer concessões verbais, mais tarde eles poderiam ser derrotados individualmente." 

### Leitura Adicional
- Alfred Döblin: Der deutsche Maskenball von Linke Poot. Wissen und Verändern!. (Walter, Olten und Freiburg, 1972)
- Emil Julius Gumbel: Vier Jahre politischer Mord. (Berlin, 1922)
- Dietmar Lange: Massenstreik und Schießbefehl. Generalstreik und Märzkämpfe in Berlin 1919. (Münster, 2012) ISBN 978-3-942885-14-0
- Richard Müller: Eine Geschichte der Novemberrevolution. (Berlin, 2011) ISBN 978-3-00-035400-7
- Karl Retzlaw: Spartacus. Erinnerungen eines Parteiarbeiters. 5th Edition (Neue Kritik, Frankfurt, 1985)
- Wolfram Wette: Gustav Noske. Eine politische Biographie. (Düsseldorf, 1987)
- Regina Knoll: Der Generalstreik und die Märzkämpfe in Berlin im Jahre 1919. In: Wissenschaftliche Zeitschrift der Karl-Marx-Universität Leipzig, 1957/58
- Klaus Gietinger: Der Konterrevolutionär. Waldemar Pabst – eine deutsche Karriere. (Hamburg, 2009) ISBN 978-3-89401-592-3
- Pierre Broué: The German Revolution, 1917-1923. (Brill, Netherlands, 2005) ISBN 90-04-13940-0